# Helmand (provins)
Helmand-provinsen (Pashto: هلمند), en af de i alt 34 provinser i Afghanistan.
Helmand-provinsen ligger i det sydvestlige Afghanistan. Hovedstaden er Lashkar Gah.
Helmand-floden gennemstrømmer provinsen, hvoraf store dele er ørken, skønt omfattende kunstvandingssystemer af såvel traditionel (se kareze) som mere moderne karakter er med til at tilvejebringe et bedre grundlag for opdyrkning af området.
Der bor 745.000 indbyggere i provinsen.
Helmand-provinsen stod for 20% af verdens opiumproduktion i 2014. 

## Krigen i Afghanistan
I januar 2006 angreb tropper fra NATO for første gang dette område, som regnes for Talibans højborg, dengang med deltagelse af 220 danske soldater.
I efteråret 2007 var danske soldater involveret i nogle af de hårdeste kampe siden 1864.
I 2011 havde Danmark lidt over en bataljon, omkring 750 soldater, udstationeret i Afghanistan. Ca. 620 befandt sig i Helmand-provinsen ( RC(S) ).
I alt er 43 danske soldater blevet dræbt i landet siden 2002 heraf over halvdelen i Helmand.